# 松本競輪場
松本競輪場（まつもとけいりんじょう）は、かつて長野県松本市に存在した競輪場である。

## 歴史
1949年8月、松本競輪株式会社所有の競輪場として、松本市主催で第1回の開催が行われた。1周は400m。招致にあたっては元市長の筒井直久が尽力した。
1950年、松本市役所に「観光競輪課」という部署も設けられたものの、開始当初から赤字続きで、次第に経営が成り立たなくなった。結局、市の財政悪化も重なり、1951年11月の開催をもって廃止となった。なお、競輪場としては最初の廃場例となった。
当競輪場の跡地には、1969年9月1日に新築工事起工式を迎え、翌1970年4月1日に開校となった松本市立開明小学校が建てられ、今日に至っている。